# Picrasma excelsa
Picrasma excelsa oder der Bitterbaum, Bitterholzbaum, die Bitteresche, ist ein Baum in der Familie der Bittereschengewächse aus Bolivien, Venezuela, Ecuador, Kolumbien bis ins südliche Zentralamerika und aus der Karibik. Die Art gilt als gefährdet.

## Beschreibung
Picrasma excelsa wächst als immergrüner Baum bis über 20 Meter hoch.
Die gestielten Laubblätter sind wechselständig und unpaarig gefiedert mit bis zu 13 Blättchen. Die kurz gestielten, eiförmigen bis elliptischen, seltener verkehrt-eiförmigen, bespitzten bis zugespitzten, bis zu 11,5 Zentimeter langen Blättchen sind ganzrandig, kahl, außer unterseits auf den Adern leicht behaart. Die Nebenblätter sind abfallend.
Picrasma excelsa ist andromonözisch, also mit zwittrigen und männlichen Blüten auf einem Exemplar. Es werden achselständige, kürzere und langstielige, feinhaarige, vielblütige Rispen gebildet. Die kleinen und gestielten, vier- bis fünfzähligen Blüten mit doppelter Blütenhülle sind weiß- bis gelblich-grün. Es sind jeweils 4–5 Staubblätter mit im unteren Teil behaarten Staubfäden vorhanden. Der zwei- bis dreiteilige Fruchtknoten ist oberständig mit kurzem Griffel mit zwei oder drei Narbenästen. Es ist ein Diskus vorhanden.
Es werden kleine, schwarze, glänzende und glatte, rundliche, einsamige, etwa 6–7 Millimeter große Steinfrüchte gebildet die einzeln oder bis zu dritt in einer Sammelsteinfrucht erscheinen.

## Verwendung
Das bittere Holz wird medizinisch genutzt. Es ist ähnlich wie jenes von Quassia amara oder Picrasma quassioides und Picrasma javanica.